# Francisco Daniel Rivera Sánchez
Francisco Daniel Rivera Sánchez (Guadalajara, 15 ottobre 1955 – Città del Messico, 18 gennaio 2021) è stato un vescovo cattolico messicano.

## Biografia
Francisco Daniel Rivera Sánchez nacque a Guadalajara il 15 ottobre 1955 da Daniel Rivera e Ana Maria Flores.

### Formazione e ministero sacerdotale
Dopo avere ottenuto il diploma di contabile esercitò la professione dal 1973 al 1977.
Conobbe la spiritualità della beata Concepción Cabrera de Armida frequentando il Círculo de Jóvenes del Espíritu Santo y la Cruz e nel 1977 entrò nel noviziato di Tlalpan dei Missionari dello Spirito Santo. Studiò filosofia a Guadalajara. Nel 1984 fu inviato a Roma per studi. Nel 1987 conseguì la laurea in teologia presso la Pontificia Università Gregoriana. In seguito ottenne la licenza in teologia pastorale presso la Pontificia Università di Salamanca.
Il 12 agosto 1979 emise la professione religiosa temporanea nella parrocchia della Santa Croce a Pedregal. Il 14 settembre 1985 emise la professione solenne a Guadalajara. Il 5 settembre 1987 fu ordinato diacono a Erding, in Germania. Nell'anno di diaconato prestò servizio presso la parrocchia di Nostra Signora di Guadalupe a Madrid. Il 20 agosto dell'anno successivo venne ordinato presbitero a Guadalajara. In seguito fu collaboratore pastorale della parrocchia di Nostra Signora di Guadalupe a Madrid dal 1988 al 1989; amministratore parrocchiale presso la parrocchia di Santa Maria Liberatrice a Milano dal 1989 al 1990; vicario parrocchiale della medesima parrocchia dal 1990 al 1994; superiore e formatore della comunità dello scolasticato di Arluno dal 1994 al 1999; vicario parrocchiale della parrocchia dei Santi Apostoli Pietro e Paolo ad Arluno dal 1994 al 1999; superiore e maestro dei novizi presso il Centro di spiritualità di Laveno-Mombello dal 2000 al 2004; delegato del superiore provinciale per le case d'Italia dal 2000 al 2004; primo consigliere, vicario provinciale, economo e delegato della formazione di base della provincia Felix de Jesús di Jalisco della sua congregazione con sede a Guadalajara dal 2004 al 2010; superiore provinciale della Provincia Felix de Jesús dal 2010 al 2016 e superiore generale della sua congregazione dal 2016 al 2020.

### Ministero episcopale
Il 25 gennaio 2020 papa Francesco lo nominò vescovo ausiliare di Città del Messico e titolare di Aradi. Ricevette l'ordinazione episcopale il 19 marzo successivo nella basilica di Nostra Signora di Guadalupe a Città del Messico dal cardinale Carlos Aguiar Retes, arcivescovo metropolita di Città del Messico, co-consacranti l'arcivescovo Franco Coppola, nunzio apostolico in Messico, e l'arcivescovo metropolita di Monterrey Rogelio Cabrera López.
Ricoprì l'ufficio di vicario per il clero dal 2020 alla morte.
Il 16 dicembre 2020 fu trovato positivo al nuovo coronavirus SARS-CoV-2. Il 28 dello stesso mese fu ricoverato in un ospedale di Città del Messico per COVID-19. Morì nelle prime ore del 18 gennaio 2021 all'età di 65 anni per complicazioni della malattia.  La salma venne poi cremata. Le esequie si tennero il 20 gennaio alle ore 12 nella basilica di Nostra Signora di Guadalupe a Città del Messico e furono presiedute dal cardinale Carlos Aguiar Retes, arcivescovo metropolita di Cirrà del Messico.

## Genealogia episcopale
La genealogia episcopale è:
- Cardinale Scipione Rebiba
- Cardinale Giulio Antonio Santori
- Cardinale Girolamo Bernerio, O.P.
- Arcivescovo Galeazzo Sanvitale
- Cardinale Ludovico Ludovisi
- Cardinale Luigi Caetani
- Cardinale Ulderico Carpegna
- Cardinale Paluzzo Paluzzi Altieri degli Albertoni
- Papa Benedetto XIII
- Papa Benedetto XIV
- Papa Clemente XIII
- Cardinale Marcantonio Colonna
- Cardinale Giacinto Sigismondo Gerdil, B.
- Cardinale Giulio Maria della Somaglia
- Cardinale Carlo Odescalchi, S.I.
- Vescovo Eugène de Mazenod, O.M.I.
- Cardinale Joseph Hippolyte Guibert, O.M.I.
- Cardinale François-Marie-Benjamin Richard
- Cardinale Pietro Gasparri
- Cardinale Clemente Micara
- Cardinale Antonio Samorè
- Arcivescovo Carlo Martini
- Cardinale Adolfo Antonio Suárez Rivera
- Cardinale Carlos Aguiar Retes
- Vescovo Francisco Daniel Rivera Sánchez, M.Sp.S.